# دعامة (طب الأسنان)
في طب الأسنان، الدعامة (بالإنجليزية: abutment) هي عنصر رابط. يتم استخدامها في عمل الجسر الثابت («الأسنان الداعمة» تشير إلى الأسنان التي تدعم الجسر)، أطقم الأسنان الجزئية المتحركة («الأسنان الداعمة» تشير إلى الأسنان التي تدعم الطقم الجزئي) وفي زراعة الأسنان (تستخدم لتعليق تاج، جسر، أو طقم أسنان متحركة إلى زرعات الأسنان الثابتة). الزرعة السنية الثابتة هي الجزء الذي يشبه المسمار الذي يلتحم بالعظم.

## دعامات جسر الأسنان
يتم عمل دعامات جسر الأسنان بحيث يكون مسار إدخال الأسنان المعنية موازية تقريبا مع بعضها البعض.

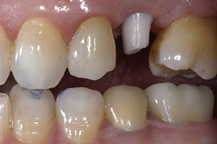
دعامة سيراميك متصلة بغرسة سنية

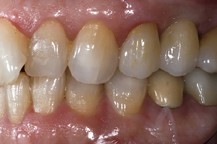
تاج سيراميك مستند على دعامة

## دعامات تركيبات الأسنان الجزئية
دعامة تركيبات الأسنان الجزئية هي فريدة من نوعها في أنها قد تتضمن عناصر مثل مقاعد الاستناد، سطح الإرشاد، وإعادة ضبط الحواف.

## دعامات زرع الأسنان
وعادة ما تسمى بدعامات غرسات الأسنان الاصطناعية. يمكن أن تكون هذه الدعامات مصنوعة من مجموعة متنوعة من المواد، مثل التيتانيوم، الفولاذ المقاوم للصدأ الجراحي والذهب. وأصبحت الدعامات الآن الأكثر حداثة أيضا من الزركون، وهو خزف أبيض، لتكملة جمالية أفضل في زرع الأسنان. تظهر الصورتان الدعامة الخزفية والتاج الخزفي المرتبط به. وتظهر الصور كيف يمكن أن تعزز الدعامة الخزفية التاج الخزفي من خلال منحه مظهرا طبيعي أكثر. يجب أن تستخدم دعامات السيراميك بعناية، لأن قوتها الضاغطة بعيدة عن التيتانيوم والذهب أو المعادن النبيلة الأخرى. معظم الأطباء يشعرون بمزيد من الراحة باستخدام دعامات المعادن الاصطناعية في مناطق الطواحن الخلفية، وذلك بسبب قوى المضغ الكبيرة الموجودة في هذه المناطق.
الدعامة لا تكون بالضرورة موازية للمحور الطولي للزرعة السنية. يتم استخدامها عندما تكون الزرعة في ميل مختلف نسبة إلى الاستعاضة المستهدفة. معظم التيجان وأطقم الأسنان الجزئية الثابتة لها تثبيت على الدعامة.

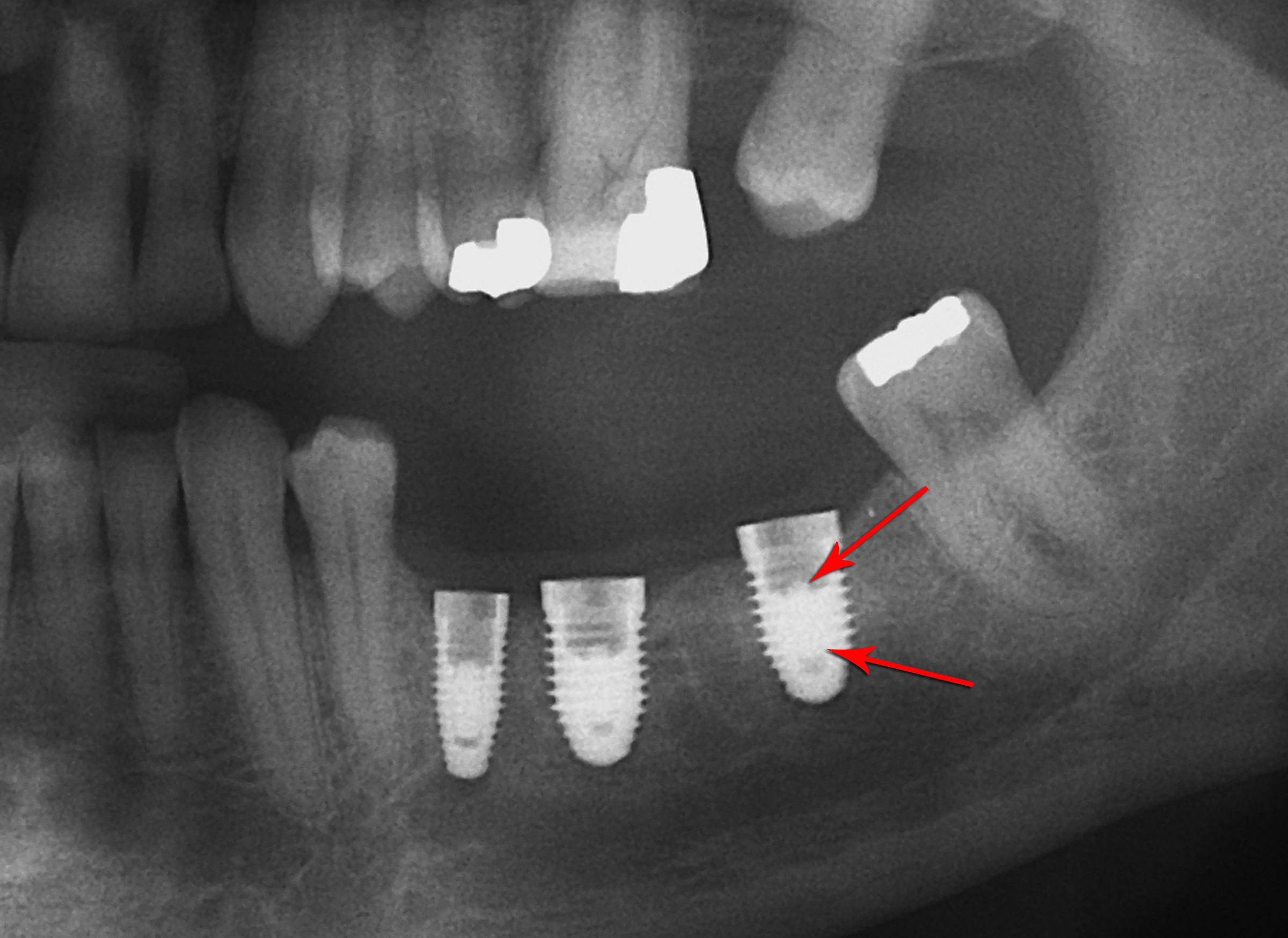
كسر مسامير الدعامات في 3 زرعات متتالية بسبب الزيادة الشديدة في عزم التدوير.

## زرعة الثلاث قطع
في زرع الثلاث قطع يتم تثبيت الدعامة على الزرع بمسمار بمفصل تناكبي. هذا المسمار يحتاج أن يثبت إلى عزم دوران محدد سلفا مع عزم دوران الأسنان، من أجل تجنب تراخي المسمار أثناء المضغ، والتي يمكن أن تحدث في كثير من الأحيان عزم عكس عقارب الساعة على سطح الزرعة-الدعامة، وتشجع مسمار الدعامة على الارتخاء. يمكن منع هذا إلى حد كبير بتصميم المسمار المناسب وعزم دوران الدعامة.

## زرعة القطعتين
في زرع القطعتين تكون دعامة الجسر مدببة وملتحمة على الزرعة. قد يؤدي / يتسبب تسرب الميكروبات وتكون مستعمراتها بين الغرسات والمستعمرات إلى حدوث التهابات وفقدان العظام القشرية. أظهرت أداة مورس ذات الرأس المخروطي Morse taper أن معدل التراكمي لثبات الغرس هو %98.23  وذلك من حيث فعاليتها، صيانة عزم دورانها، وتشكيل استقرارها.  .

## زرعة القطعة الواحدة
في زرع القطعة الواحدة (OPI) يتضمن الغشاء المخاطي كجزء لا يتجزأ من الغرسة. وغالبا ما يستخدم هذا النوع من الزرع عبر أسلوب تقليدي والتحميل الفوري (يتم وضع التاج في وقت قصير بعد وضع الزرع).

## وصلات خارجية
- Dental Implant Placement Options